# Classe World
La classe World (plus connue sous le nom de World Class) est une classe de six navires de croisière commandée par MSC Croisières et qui seront livrés entre 2022 et 2030. Le MSC World Europa, premier paquebot de la classe, a été livré par les Chantiers de l'Atlantique de Saint-Nazaire le 24 octobre 2022.

## Les unités de la classe
Le premier et le second navire de la classe ont été livrés, le troisième et le quatrième sont en construction, et les deux derniers sont commandés.
| Navire de croisière | Tableau                                                          | IMO     | Tonnage (unités de JB) | Longueur (m) | Maître-bau (m) | Hauteur (m) | Cabines | Passagers | Équipage | Vitesse (nœuds) | statut          | Chantier naval                                    | Mise en service |
| ------------------- | ---------------------------------------------------------------- | ------- | ---------------------- | ------------ | -------------- | ----------- | ------- | --------- | -------- | --------------- | --------------- | ------------------------------------------------- | --------------- |
| MSC World Europa    |                                                                  | 9837420 | 215 863 GT             | 333,3 mètres | 47 mètres      | 68 mètres   | 2632    | 6774      | 2126     | 21,8            | En service      | Chantiers de l'Atlantique, Saint-Nazaire (France) | Octobre 2022    |
| MSC World America   | Navire MSC World America le jour de sa livraison à Saint-Nazaire |         | 215 863 GT             | 333,3 mètres | 47 mètres      | 68 mètres   | 2632    | 6774      | 2126     | 21,8            | En service      | Chantiers de l'Atlantique, Saint-Nazaire (France) | 27 mars 2025,   |
| MSC World Asia      |                                                                  |         | 215 863 GT             | 333,3 mètres | 47 mètres      | 68 mètres   | 2760    | 6774      | 2126     | 21,8            | En construction | Chantiers de l'Atlantique, Saint-Nazaire (France) | 2026            |
| MSC World Atlantic  |                                                                  |         | 215 863 GT             | 333,3 mètres | 47 mètres      | 68 mètres   | 2760    | 6774      | 2126     | 21,8            | En construction | Chantiers de l'Atlantique, Saint-Nazaire (France) | 2027            |
| MSC World 5         |                                                                  |         | 215 863 GT             | 333,3 mètres | 47 mètres      | 68 mètres   | 2760    | 6774      | 2126     | 21,8            | Commandé        | Chantiers de l'Atlantique, Saint-Nazaire (France) | 2029            |
| MSC World 6         |                                                                  |         | 215 863 GT             | 333,3 mètres | 47 mètres      | 68 mètres   | 2760    | 6774      | 2126     | 21,8            | Commandé        | Chantiers de l'Atlantique, Saint-Nazaire (France) | 2030            |

## Construction
En mai 2017, MSC Croisières annonce la commande de deux paquebots, plus deux en option aux Chantiers de l'Atlantique. Ces navires seront les premiers paquebots propulsés au GNL construits à Saint-Nazaire. Cette nouvelle série de paquebots est également marqué par l'architecture innovante des navires, en forme de "Y".
La cérémonie de la découpe de la première tôle du premier navire a lieu fin octobre 2019, le même jour de la livraison du MSC Grandiosa. La compagnie MSC annonce lors de la cérémonie le nom du premier prototype : MSC World Europa. Le premier bloc du navire est mis en cale en juin 2020 et le navire complet est livré en octobre 2022.
Le 13 novembre 2023, l'armateur suisse annonce le prolongement de sa série « World Class » en commandant deux paquebots supplémentaires aux Chantiers de l'Atlantique, à Saint-Nazaire (Loire-Atlantique). Ces 2 nouveaux navires de 333 mètres de long compléteront la série déjà composée du MSC World Europa, livré en octobre 2022, et du deuxième navire, le MSC World America, prévu de livrer au printemps 2025. A cette commande ferme s'ajoute désormais une option pour 2 navires de cette même série.
Les MSC World Asia et MSC World Atlantic, seront donc livrés en 2026 et 2027. 

## Caractéristiques
Les navires de la "World Class" présenteront de nombreuses nouveautés par rapport aux précédentes classes de MSC Croisières. Ils proposeront notamment plus de 15 000 m2 d'espaces extérieurs. 